# Чанго (музикален инструмент)
Вижте пояснителната страница за други значения на Чанго.
Чанго (changgo, changgu, janggu) e музикален перкусионен инструмент от групата на мембранофонните инструменти.
Чангото се състои от кух дървен корпус във формата на пясъчен часовник, като за разлика от другите барабани, кожите му са с по-голям диаметър от размера на отворите. Свързани са помежду си с памучен шнур.
Инструментът има корейски произход. Използва се заедно с така наречения пък – друг традиционен корейски инструмент.
Тя се използва и във военен оркестър на Северна Корея.